# 後米希爾巴赫峰

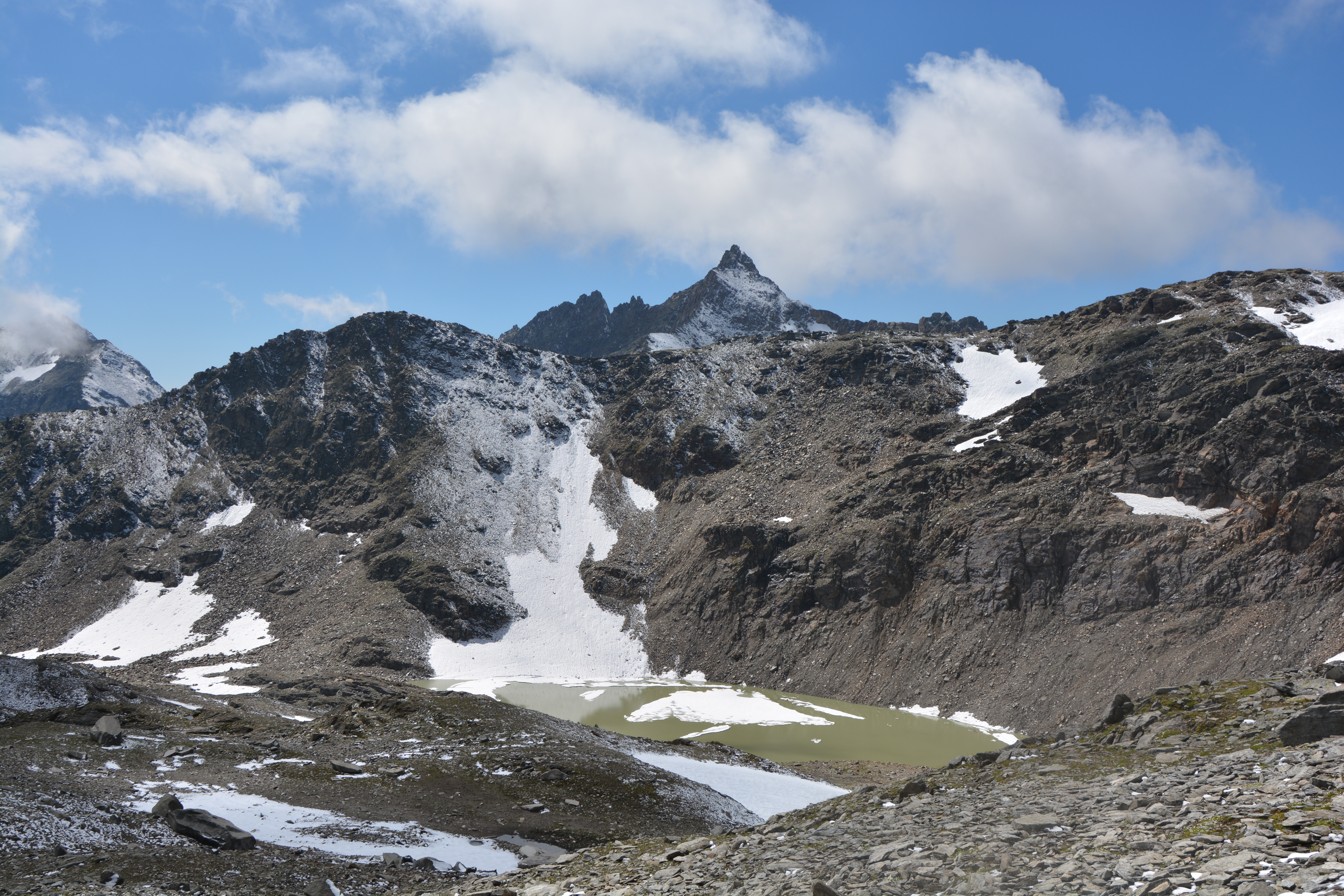

47°05′01″N 12°28′21″E / 47.083517°N 12.472462°E
後米希爾巴赫峰（德語：Hintere Michlbachspitze），是奧地利的山峰，位於該國西部，由蒂羅爾州負責管轄，屬於維內迪傑山脈的一部分，海拔高度2,905米，每年平均降雨量2,073毫米。